# Rusted Brain
Rusted Brain ist eine polnische Thrash-Metal-Band aus Warschau, die 2009 gegründet wurde.

## Geschichte
Die Band wurde im August 2009 gegründet. Kurz darauf wurden die ersten Lieder aufgenommen und die ersten Auftritte abgehalten. Im folgenden Jahr wurde die EP Juggler aufgenommen und 2011 bei Metal Mundus Records veröffentlicht. Im November 2011 wurden drei Auftritte zusammen mit Hirax und Assassin abgehalten. Im März 2012 belegte die Band beim Wacken Metal Battle den dritten Platz. Im selben Jahr war die Gruppe zudem auf dem MetalFest zu sehen. Im August begannen die Aufnahmen zum Debütalbum High Voltage Thrash, das im Februar 2013 als CD bei Slaney Records und als Audiokassette bei Tridroid Records. Der Veröffentlichung schloss sich eine einjährige Tournee durch Polen und die Ukraine an, wobei die Gruppe unter anderem zusammen mit Overkill, Death to All, Heathen und Generation Kill. Danach wurden die Arbeiten zu einem neuen Album begonnen.

## Stil
Mike „MetalMike“ Baird von metalcrypt.com schrieb in seiner Rezension zu Juggler, dass hierauf Old-School-Thrash-Metal zu hören ist. Die Riffs seien jedoch nicht so scharf und aggressiv, wie sie für das Genre üblich wären. Zudem hörte er einen Crossover-Einfluss heraus. Laut Michael Oelschlegel von voicesfromthedarkside.com wird auf High Voltage Thrash energiereicher und Riff-lastiger Old-School-Thrash-Metal gespielt. Die Songs seien oft schnell, wobei man auch Melodien und Leads aus dem klassischen Heavy Metal verwende.

## Diskografie
- 2011: Juggler (EP, Metal Mundus Records)
- 2013: High Voltage Thrash (Album, Slaney Records/Tridroid Records)
- 2016: Demo 2016 (Demo, Eigenveröffentlichung)